# Кућа Христодулуових у Нишу
Кућа Христодулуових у Нишу позанта и као Христдулов конак била је једна од малобројних грађевина чардаклија, настала у овој вароши тада под Османском царевином, с почетка 19. века, под снажним утицајем старобалканске културе, којој су новоприспели Цинцари удахнули дух сачуване традиције. Ова кућа нишког Цинцара Николе Христодулуова, као и кућа истог стила, његовог земљака Захарија Статаса имале су исту судбину. Под налетом политичких страсти, кућа Захарија Статаса, претворена у Раднички дом, била је спаљена 1. децембра 1928. године, док је чардаклија Хрисодулуових, у којој је од 1933. године био смештен први Историјско-етнографски музеј Ниша, 1944. године срушена директним поготком авионске бомбе.
Иако ова кућа није била једина лепа цинцарска кућа у Нишу она је заједно са кућом Захарија Статаса, значајно својом лепотом трајно обогатила дух Ниша и утицала на грађење сличних објеката нарочито после ослобођења Ниша од Османлија 28. децембра 1877. Од тада па до данашњих дана куће Христодулуових и Захарија Статаса биће утискиване на разгледницама Ниша и у историјским делима која се баве овим просторима.

## Историја
Кућа је, првобитно, била власништво нишког Србина Хаџи Ђоке Тодоровића, познатог трговца, који је тестаментом о наслеђу оставио кућу своме зету (с обзиром да није имао мушког порода) и ортаку адвокату Николи Христодулу (1817 — 1892). Средином и крајем 19. века у њој је Христодул основао и водио једну од јачих балканских трговина под називом „Христодулу и синови”.
У време забране српских школа од стране Османлија, у њој су нишка деца похађала српску школу, а имала је и библотеку.
Осим споменичког значаја кућа Христодулуових је дуго времена важила за нишки незванични културни центар у коме су не ретки гости, поред Срба, били Цинцари из других градова, најчешће јавне личности. Тако су гости овога здања били Спиридон Јовановић, први нишки учитељ, Бранислав Нушић, Никола Пашић, Стеван Сремац, и његов сестрић Александар Дероко.
У кући Христодулуових је 1840. године, приликом његовог повратка из Цариграда, одсео кнез Михајло Обреновић, а 1874. године састајао се тајно Комитет за борбу против Османлија, чији је члан био и нишки апотекар Ђорђе Блесидес, иначе и сам Цинцар. У време српско - бугарског рата, 1885. године, у кући је био смештен штаб једне српске више команде.
Када се пред крај Првог светског рата, 1918. године крај куће срушио један авион и оштетио је, одмах је обновљена и једно време је служила као одбрамбени објекат.
Године 1934. године у њој је отворен први историјско - етнографски музеј Ниша који је 5. априла 1944. године срушен у једном од бомбардовања Ниша. Том прилико уништен је велики број прикупљених артефаката.

## Изглед здања
На изградњу овако лепе грађевине у Србији под Османским царством велику утицај вероватно су имале посебне дунђерске групе. Te путујуће дружине мајстора, као y средњем веку, били су и школе, и архитекти, и извођачи и планери, уколико ce та реч може да примени на спонтани развој балканских
градова y 18. веку. У то доба на Балкану, није било ни стручног школства, ни праве поделе рада. Te мајсторске дружине, главни архитекти свих грађевинских подухвата y земљи, изузев верских грађевина —
џамије, и техничких — мостова, били су искључиви и једини творци и градитељи архитектонских постројења, укључујући ту и кућу Христодулуових у Нишу.
По изгледу и својим споменичким вредностима, кућа Христодулуових, чија старост се процењивала на најмање 200 година, представљала је најрепрезентативнију српску кућу османског Ниша, која је по богатству архитектуре надмашивала и куће богатих Османлија а по запису Александра Дерока: није чак заостајала иза конака кнеза Милоша у Крагујевцу и Београду.
Кућа је била асиметричног типа, са великим тремом у приземљу, и доксатом на спрат. Изузетно богато је била изрезбарене таванице и стубова на трему и доксату, правим уметничким творевинама незнаних неимара за које се, на основу записа Јоакима Вујића, с правом сматра да су били из околине Дебра, а највероватније и сами Цинцари.
Налазила се у не много великом дворишту, у данашњој Дечанској улици у централној зони Ниша, опасана високом зеленом оградом са турском зиданом капијом.
Кућа је била саграђена од слабог материјала у бондрук систему, дрвене конструкције са зидовима од чатме-шепера (преплет од прућа облепљена блатом). Прозори, врата, стубови ограда на
чардаку, доксат, подови и таванице били су израђени од дрвета. Кућа је имала свој амам и капелицу - црквицу у којој су у доба Османлија кришом вршена крштења, а верници долазили на молитву.